# Copa Generalitat de futbol femenina 1984
La Copa Generalitat de futbol femenina 1984 fou la quarta edició de la competició. Se celebrà des de l'abril fins al 14 de juliol de 1984 i fou organitzada per la Federació Catalana de Futbol. Els equips participants que competiren en format d'eliminació directa a doble partit, amb una primera ronda, quarts de final, semifinal i final en una seu neutral. Es proclamà campió el Penya Barcelonista Barcilona, que guanyà per 3 a 0 al Club Femení Barcelona i aconseguí el seu segon títol consecutiu.

## Final
| PB Barcilona | 3-0 | CF Barcelona |
| ------------ | --- | ------------ |
|              |     |              |

 Estadi Feliu Codina, Barcelona